# Route nationale 420
Die Route nationale 420, kurz N 420 oder RN 420, war eine französische Nationalstraße.

## Geschichte
Die Straße verband von 1933 bis 1973 Épinal und Schirmeck und bestand aus drei Teilen, da sie jeweils ein kurzes Stück auf den Nationalstraßen 59 und 59Bis mit verlief.
1973 übernahm sie dann ab Schirmeck bis Entzheim die Trasse der abgestuften Nationalstraße 392, ebenso das kurze Stück der N 59Bis auf der sie lief, die im gleichen Jahr deklassiert wurde. Dieser Abschnitt wurde Anfang der 1990er Jahre als neue Schnellstraße ausgebaut und wird heute als Départementsstraße 1420 gekennzeichnet.
2006 erfolgte die Herabstufung auf voller Länge. Die Straße überquerte den Col de Saales, einen 554 Meter über dem Meer liegender Pass der Vogesen, sowie westlich von Saint-Dié-des-Vosges den Col du Haut-Jacques mit 606 Metern über dem Meer. Der erstgenannte Pass ist bei der Straßenausschilderung „Saint-Dié par Col“ südlich von Straßburg (z. B. auf der Nationalstraße 353 von Deutschland kommend) gemeint. Der Abschnitt Saales – Schirmeck war während der Besetzung Frankreichs im Zweiten Weltkrieg als Reichsstraße 359 gekennzeichnet.